# Lukaskirche, Berlin
Lukaskirche är en evangelisk kyrka som ligger i stadsdelen Steglitz i Berlin. Kyrkan uppfördes åren 1914-1919 efter ritningar av arkitekt Walter Kern.

## Kyrkobyggnaden
Lukaskirche är en treskeppig hallkyrka i nyromansk stil. Med sina två olika torn påminner kyrkan om ett slott. Kyrkorummet är putsat med gips. Altaret finns i en absid vars innerväggar är belagda med mosaik.

## Inventarier
- Predikstolen är tillverkad av spröda konstgjorda material efter ritningar av kyrkans arkitekt Walter Kern.
- Altare och dopfunt är tillverkade efter ritningar av professor Ernst Wenck i Berlin.